# Masashi Motoyama
Masashi Motoyama (本山 雅志 Motoyama Masashi?,  nacido el 20 de junio de 1979 en Kitakyushu, Fukuoka) es un futbolista japonés. Juega de centrocampista y su equipo actual es el Giravanz Kitakyushu de la J3 League de Japón.

## Trayectoria

### Clubes
| Club                | País  | Año             |
| ------------------- | ----- | --------------- |
| Kashima Antlers     | Japón | 1998 - 2015     |
| Giravanz Kitakyushu | Japón | 2016 - Presente |

### Selección nacional
| Selección | País  | Año         |
| --------- | ----- | ----------- |
| Sub-20    | Japón | 1998 - 1999 |
| Sub-23    | Japón | 2000        |
| Absoluta  | Japón | 2000 - 2006 |

## Palmarés

### Títulos nacionales
| Título             | Club            | País  | Año  |
| ------------------ | --------------- | ----- | ---- |
| Supercopa de Japón | Kashima Antlers | Japón | 1998 |
| J1 League          | Kashima Antlers | Japón | 1998 |
| Supercopa de Japón | Kashima Antlers | Japón | 1999 |
| Copa J. League     | Kashima Antlers | Japón | 2000 |
| J1 League          | Kashima Antlers | Japón | 2000 |
| Copa del Emperador | Kashima Antlers | Japón | 2000 |
| J1 League          | Kashima Antlers | Japón | 2001 |
| Copa J. League     | Kashima Antlers | Japón | 2002 |
| J1 League          | Kashima Antlers | Japón | 2007 |
| Copa del Emperador | Kashima Antlers | Japón | 2007 |
| J1 League          | Kashima Antlers | Japón | 2008 |
| Supercopa de Japón | Kashima Antlers | Japón | 2009 |
| J1 League          | Kashima Antlers | Japón | 2009 |
| Supercopa de Japón | Kashima Antlers | Japón | 2010 |
| Copa del Emperador | Kashima Antlers | Japón | 2010 |
| Copa J. League     | Kashima Antlers | Japón | 2011 |
| Copa J. League     | Kashima Antlers | Japón | 2012 |
| Copa J. League     | Kashima Antlers | Japón | 2015 |

### Títulos internacionales
| Título               | Club (*)           | Sede    | Año  |
| -------------------- | ------------------ | ------- | ---- |
| Copa de Campeones A3 | Kashima Antlers    | Tokio   | 2003 |
| Copa Asiática        | Selección de Japón | Pekín   | 2004 |
| Copa Suruga Bank     | Kashima Antlers    | Kashima | 2012 |
| Copa Suruga Bank     | Kashima Antlers    | Kashima | 2013 |

(*) Incluyendo la selección

### Distinciones individuales
| Distinción                                               | Año  |
| -------------------------------------------------------- | ---- |
| Goleador del Campeonato Sub-19 de la AFC                 | 1998 |
| Once Ideal de la Copa Mundial Sub-20 de Fútbol           | 1999 |
| Premio al recién llegado a la excelencia de la J. League | 1999 |
| Premio al jugador superior de la J. League               | 2000 |